# State Grid Corporation of China
State Grid Corporation of China («Государственная электросетевая корпорация Китая») — китайская электросетевая компания, являющаяся крупнейшей в данной отрасли в мире.
В списке крупнейших компаний мира Fortune Global 500 компания занимала 2-е место в 2015 году, 5-е место в 2019 году и 3-е место в 2022 году.
По состоянию на конец 2021 года State Grid Corporation of China снабжала электроэнергией более 1,1 млрд человек и обслуживала 88 % территории Китая.

## История
Компания была создана в 2002 году указом Госсовета КНР. В 2010 году State Grid Corporation of China начала осуществление гидроэнергетического проекта в штате Саравак (Малайзия) с общим объёмом инвестиций в 11 млрд долларов.
В 2011 году было подписано соглашение с российским электросетевым оператором о строительстве трансграничных сетей в Амурской области для импорта электроэнергии из России.
В 2012 году State Grid приобрела электросетевые активы в Бразилии у испанской Actividades de Construcción y Servicios SA за 531 млн долларов деньгами и погашение 411 млн долларов долгов компании. В октябре 2012 года в Нигерии в составе консорциума с местным инвестором компания приобрела за 132 млн долларов 51 % акций Geregu Power Generating Company, мощности которой составляли 414 МВт.
В 2022 году корпорация State Grid обеспечивала электроэнергией 26 провинций, автономных районов и муниципалитетов Китая, охватывая более 1,1 млрд человек; по итогам 2022 года она инвестировала 509,4 млрд юаней в строительство электросетей.

## Деятельность
Компания специализируется на строительстве и эксплуатации электрических сетей, как в самом Китае, так и за рубежом (Филиппины, Австралия, Бразилия, Италия, Португалия, Греция). Также компания занимается транспортировкой и реализацией электроэнергии, имеет собственную сеть гидроаккумулирующих электростанций, активно развивает сеть зарядных станций для электромобилей.

## Галерея

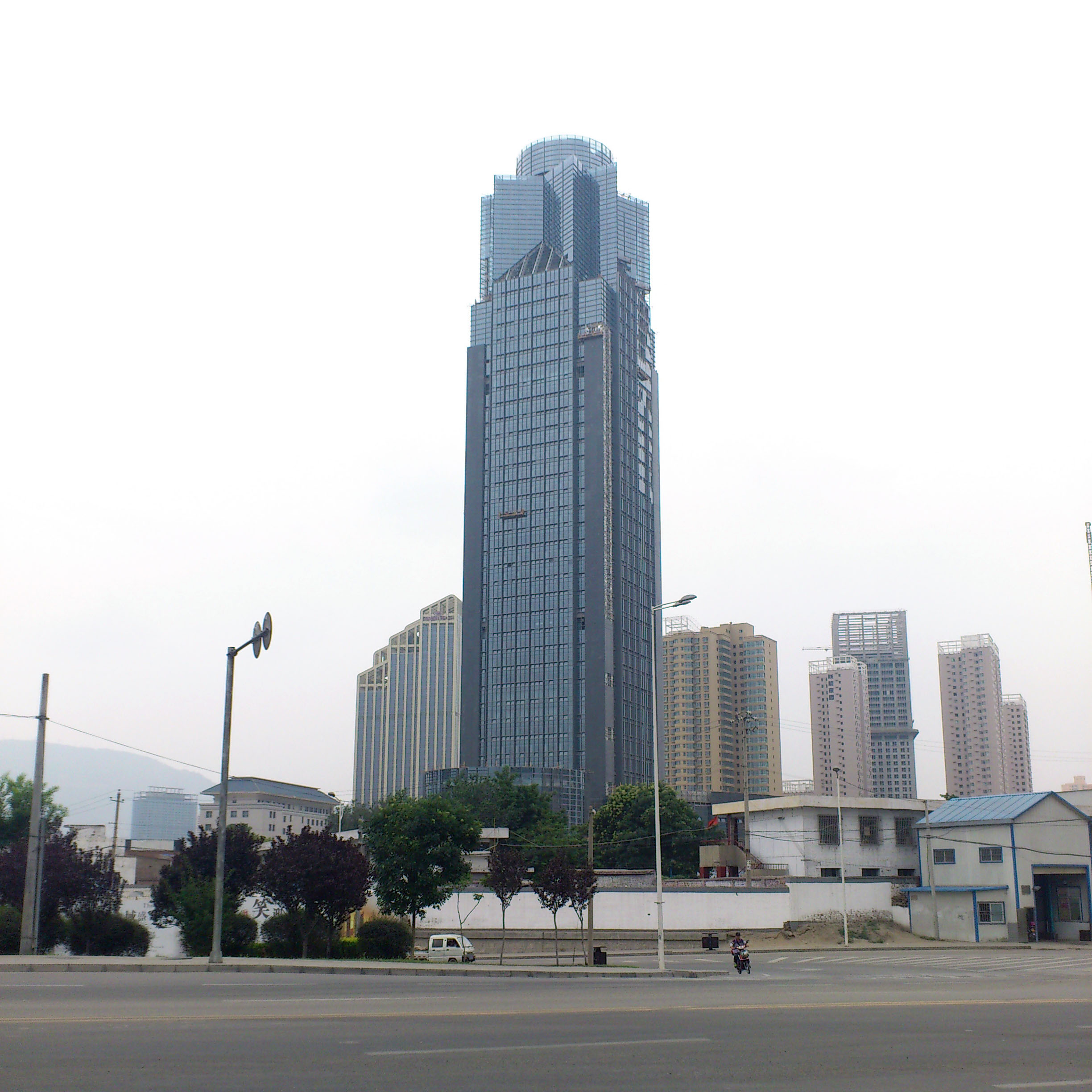
Офис в Ланьчжоу
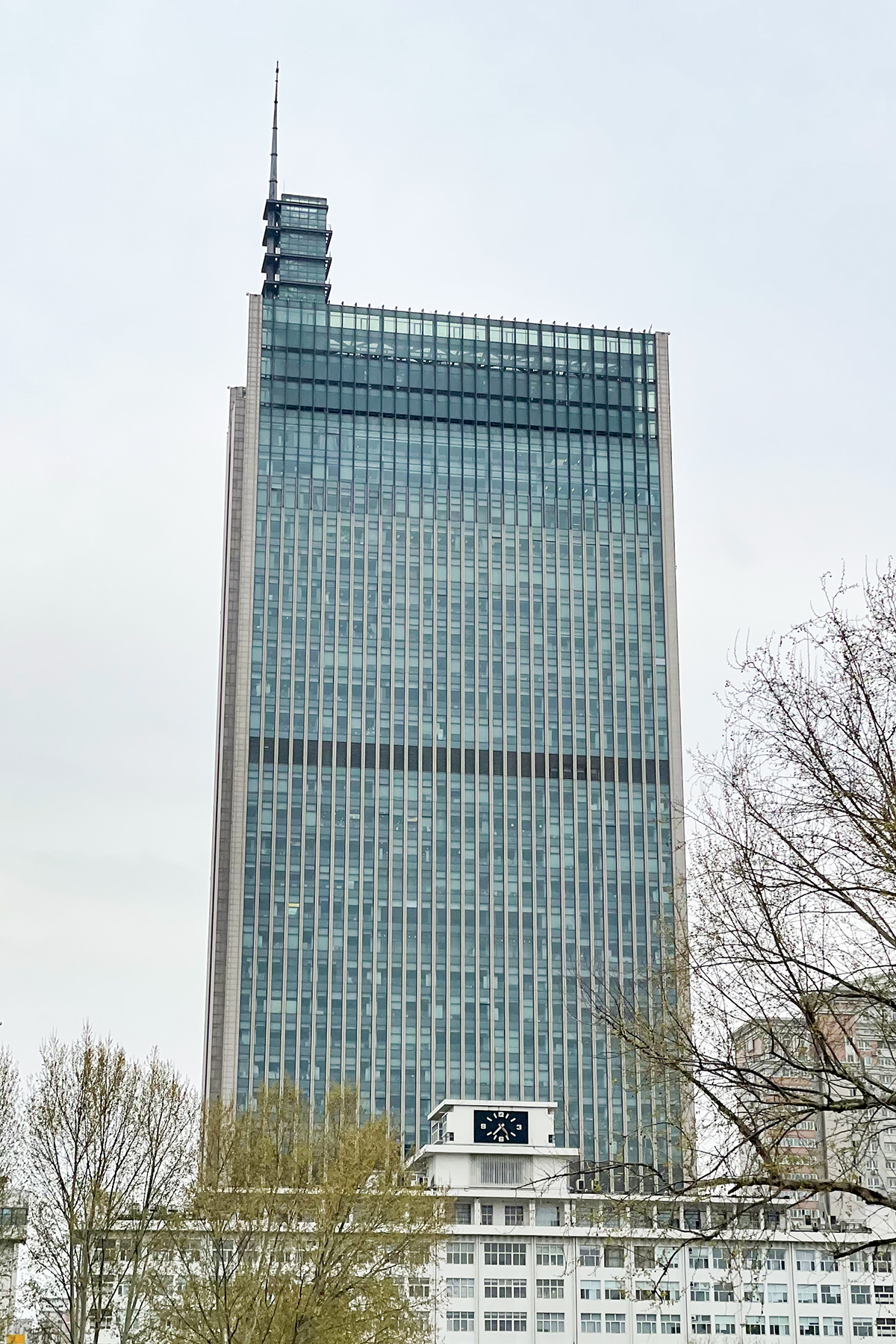
Офис в Чжэнчжоу
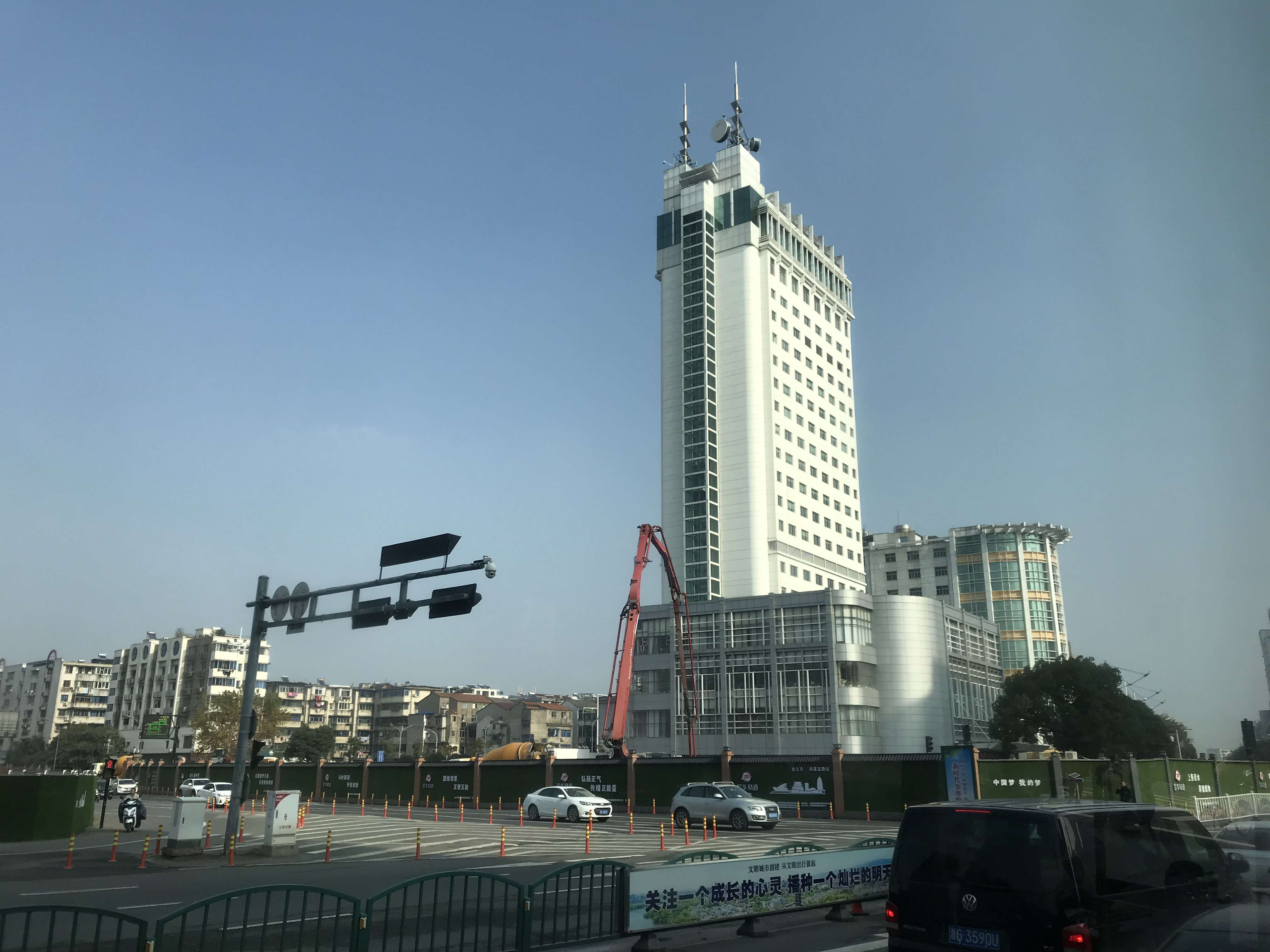
Офис в Цзиньхуа
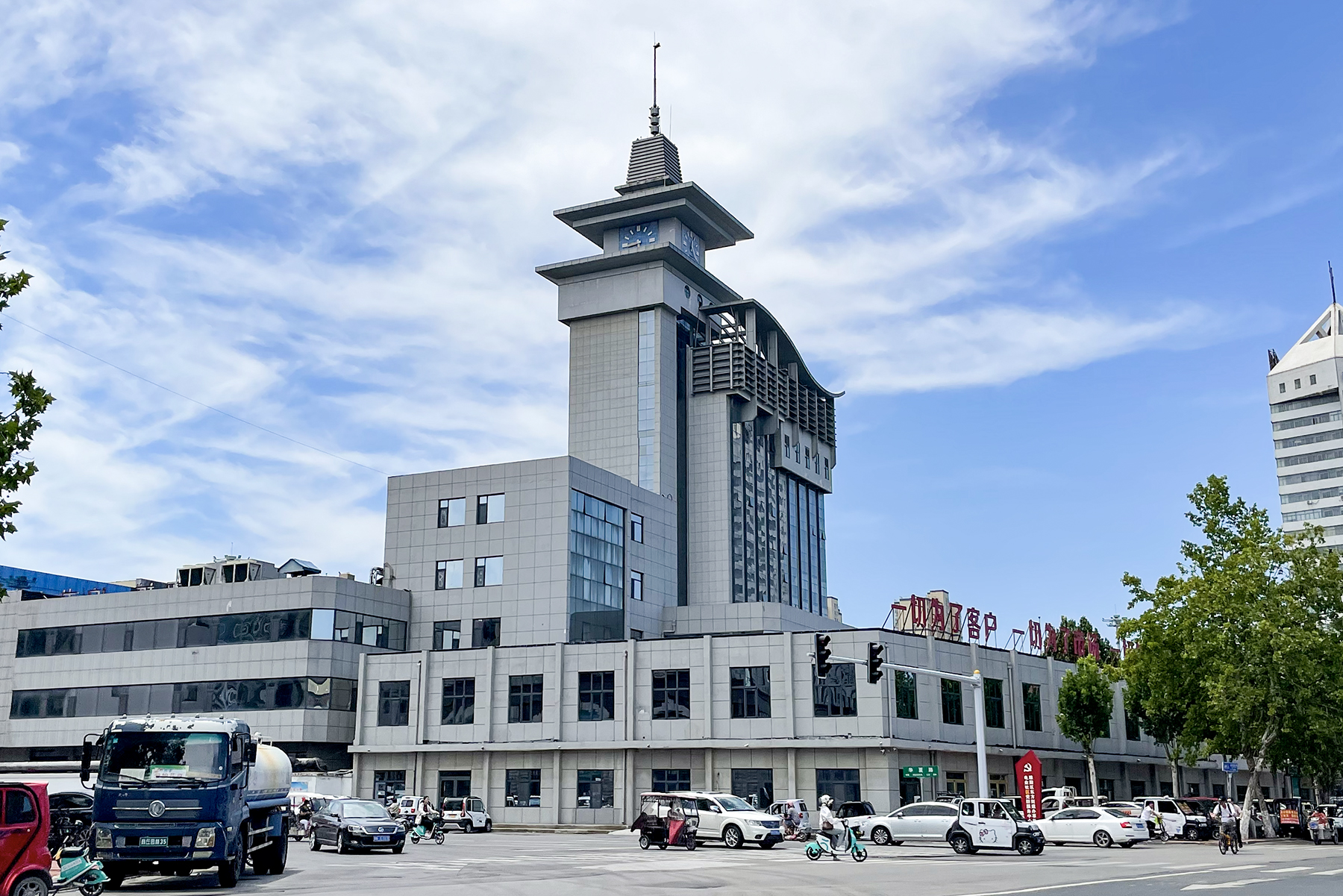
Офис в Шанцю
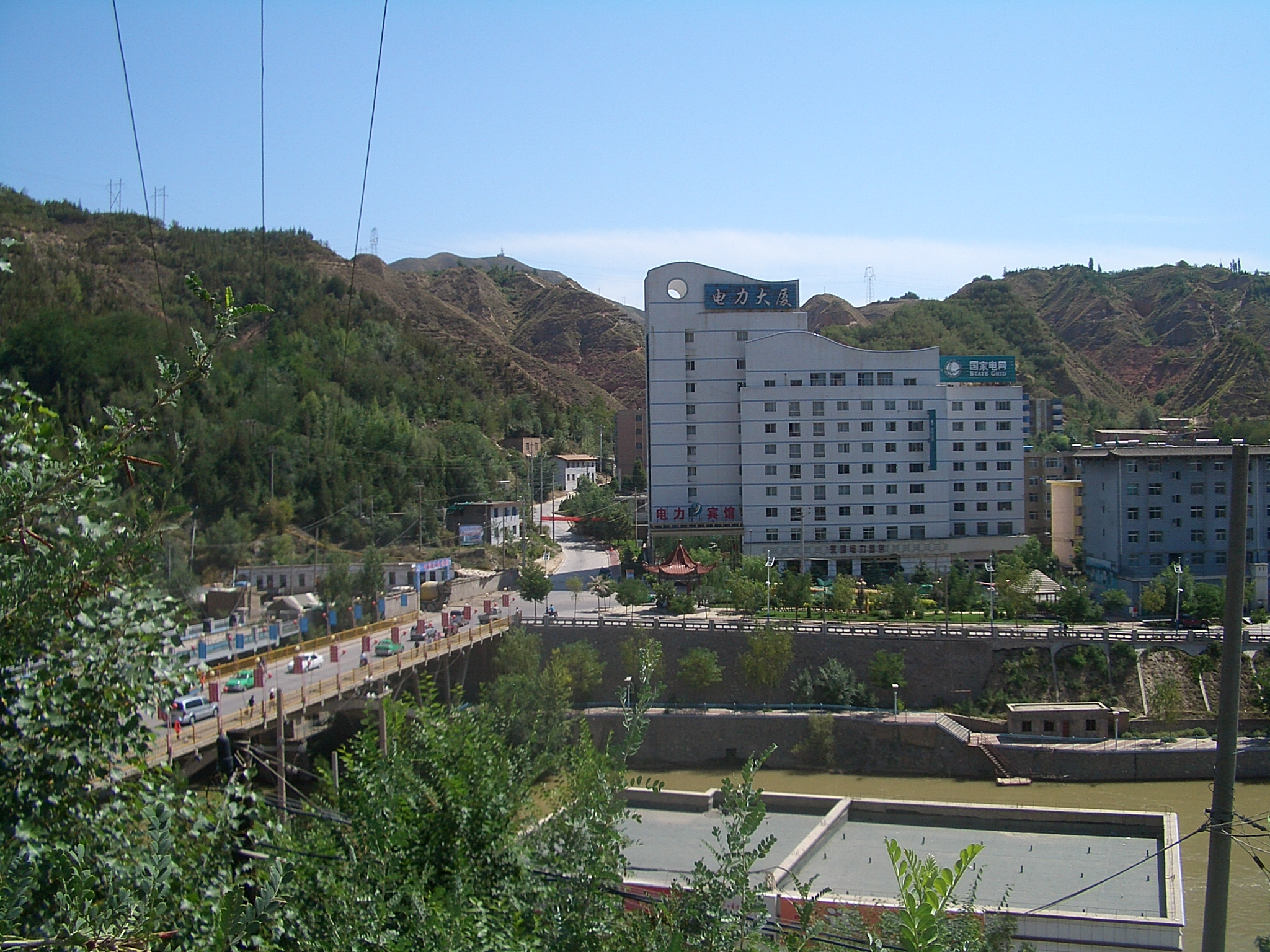
Офис в Линься
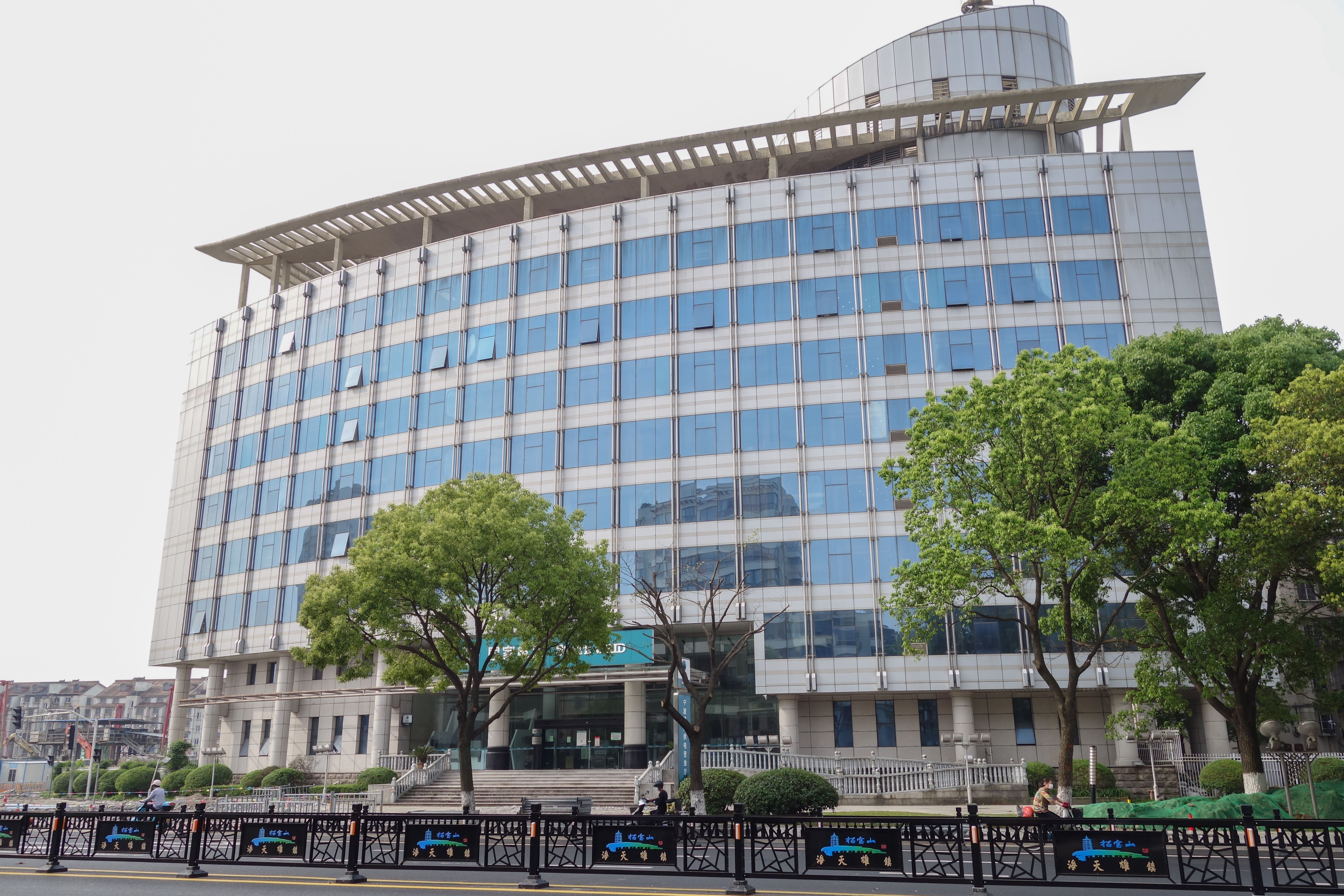
Офис в Чжэньхай